# Eisenbahnunfall von Oberzissen

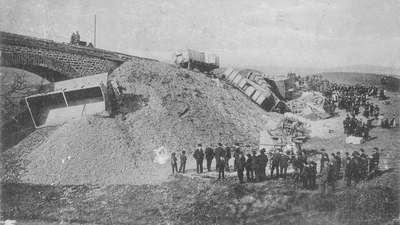
Unfallstelle in Oberzissen mit ausgeschüttetem Ladegut

Bei dem Eisenbahnunfall von Oberzissen entgleiste am 31. Oktober 1907 der GmP 10 bei Oberzissen auf der Brohltalbahn aufgrund überhöhter Geschwindigkeit und stürzte einen Bahndamm hinab. Fünf Menschen starben.

## Ausgangslage
Aufgrund erheblicher Steigungen war die meterspurige Brohltalbahn streckenweise als Zahnradbahn angelegt. Sie gehörte der Westdeutschen Eisenbahn-Gesellschaft.
Der Zug Nr. 10 war ein „gemischter Zug“, damals eine allgemein übliche Betriebsform auf der Strecke. Er begann seine Fahrt am Abend in Kempenich und bewegte sich talabwärts. Er bestand aus der Zahnradlokomotive, einem Gepäckwagen, einem einzigen Personenwagen 3. Klasse, in dem sich 18 Personen befanden, und Güterwagen, die mit Kartoffeln, andere die mit Steinen beladen waren. In Brenk wurden weitere beladene Güterwagen angehängt. Insgesamt waren es jetzt 10 Güterwagen.

## Unfallhergang
Nach der Abfahrt in Brenk gewann der Zug auf einer Rampe mit 50 ‰ zunehmend an Geschwindigkeit, ohne dass es dem Personal gelang, diese zu mindern. Als der Zug in engen Kurvenradien zu schwanken begann, entschloss sich ein Fahrgast abzuspringen. Er brach sich beide Beine. Von dem ungebremsten Zug gelang Lokomotive und Packwagen noch die Fahrt über das Oberzissener Viadukt, die restlichen Wagen kippten aus dem Gleis und stürzten den Bahndamm hinunter. Dabei wurde der Aufbau des Personenwagens vollständig zerstört. Die Lokomotive und der Packwagen wurden aus der nächsten Kurve getragen, entgleisten ebenfalls und stürzten um.

## Folgen
Fünf Menschen starben, der Zugführer und vier Reisende, weitere wurden verletzt, sechs davon schwer.
Die Staatsanwaltschaft Koblenz leitete ein Ermittlungsverfahren ein und verhaftete den Lokomotivführer. Eisenbahnseitig untersuchte die Eisenbahnaufsicht in Köln und das preußische Ministerium der öffentlichen Arbeiten den Unfall. Warum der Zug nicht ordnungsgemäß bremste, konnte dabei nicht festgestellt werden.